# Берёзовский (Челябинская область)
Берёзовский — посёлок в Октябрьском районе Челябинской области. Входит в состав Уйско-Чебаркульского сельского поселения.

## География
Расположен в юго-восточной части района на границе с Казахстаном, в месте слияния рек Уй и Тогузак. Расстояние до Октябрьского — 66 км. 

## История
Поселок основан на месте бывшего форта в начале 19 века. (форт поставлен при обустройстве Старой пограничной линии в первой половине 18 века)..

## Население
| 2002 | 2010 |
| ---- | ---- |
| 603  | ↘511 |

(в 1873 — 833, в 1900 — 1172, в 1926 — 1264, в 1970 — 779, в 1983 — 565, в 1995 — 638).2019 - 400,

## Улицы
- Почтовая улица
- Степная улица
- Советская улица